# Apheliona cyclops
Apheliona cyclops är en insektsart som beskrevs av Irena Dworakowska 1994. Apheliona cyclops ingår i släktet Apheliona och familjen dvärgstritar. Inga underarter finns listade i Catalogue of Life.